# RNA-afhankelijke RNA-polymerase

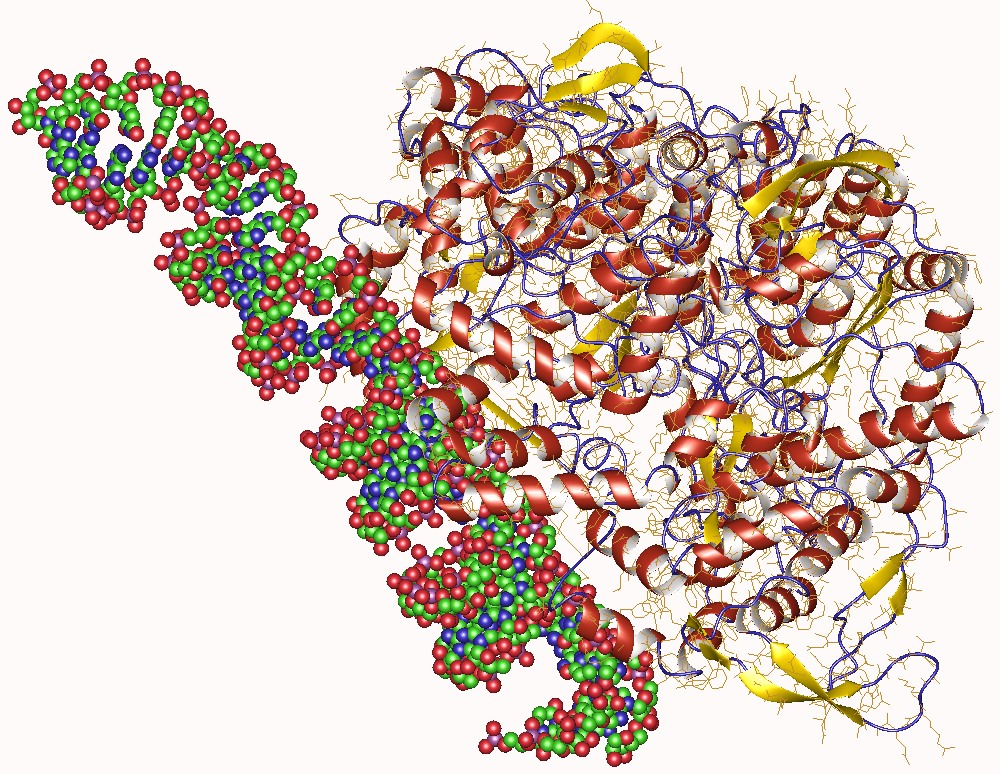
Structuur van RNA-afhankelijk RNA-polymerase, gebonden aan RNA

RNA-afhankelijke RNA-polymerase of RNA-replicase is een enzym dat RNA repliceert direct van een RNA-matrijs (template), zonder tussenkomst van DNA. Dit in tegenstelling tot wat gangbaar is in alle organismen, waar RNA-polymerase DNA-afhankelijk is en waarbij RNA getranscribeerd wordt met DNA als matrijs.
Het enzym RNA-replicase, ook wel afgekort met RdRp, is een essentieel eiwit, waarvoor gecodeerd wordt in het RNA-genoom van virussen die repliceren zonder DNA-intermedium. Het virus repliceert in het cytoplasma van de gastheercel - er worden geen virusdeeltjes in de celkern gevonden. Deze virussen zijn geen retrovirussen waarbij RNA gerepliceerd wordt in de vorm van DNA, dat in het gastheer-DNA wordt geplaatst. Het enzym is onder andere ook werkzaam in het RNA-virus SARS-CoV-2 dat COVID-19 veroorzaakt.

## Ontdekking
Het enzym werd met verschillende experimenten ontdekt in de jaren 1960. Door replicatie met radioactieve substraten van mengovirussen in geïnfecteerde L-cellen (een gekweekte cellijn van darmcellen), werd  gezien dat replicatie zich uitsluitend in het cytoplasma van de geïnfecteerde cellen voltrok en niet in de celkern. Dit werd ook gezien bij het poliovirus, een ander belangrijk virus voor onderzoek. Het hele proces van replicatie bleek ook ongevoelig voor actomycine D, een antibioticum dat normaal gesproken DNA-afhankelijke RNA-synthese verhindert. Dit suggereerde dat bij de replicatie van RNA een virus-specifiek enzym verantwoordelijk was voor het kopiëren van RNA vanaf een RNA-matrijs.
Het voordeel van een dergelijk replicatie-systeem is dat de replicatie, zonder een DNA-tussenstap, erg snel gaat. Het enkelstrengse RNA wordt gerepliceerd in een kopie, die meteen of pas na een tweede replicatie gebruikt kan worden voor translatie van het enzym RNA-replicase dat de replicatie van het virale RNA amplificeert. Deze nieuwe kopieën en de daarvan afgeleide transcripten worden gebruikt voor het samenstellen van nieuwe virusdeeltjes. Daarbij worden veel cellen en individuen geïnfecteerd, wat een succes is voor een virus. Er worden echter veel fouten gemaakt gedurende de replicatie, waarbij geen proofreading bestaat, zoals wel het geval is bij DNA-replicatie. RNA-virussen die zich vermenigvuldigen met behulp van een RNA-replicase ondergaan dan ook veel mutaties. De mutatiefrequentie ligt rond de 10-4 en ze zijn daardoor sterk pathogeen.

## Functie

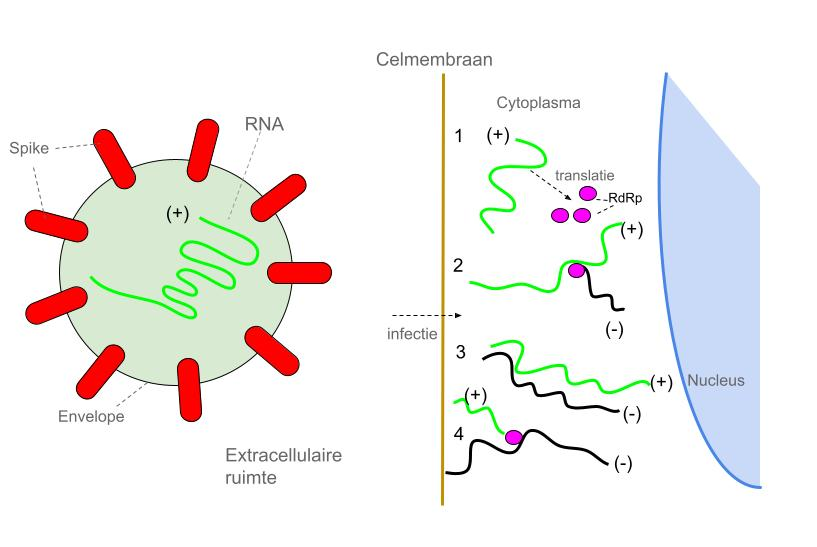
Infectie door een RNA-virus, vergelijkbaar met een CoV-virus. 1. Translatie van het virale RNA-genoom in RNA-afhankelijke RNA-polymerase (RdRp); 2. Dit eiwitcomplex bindt zich aan de intracellulaire membranen, waarna RdRp de oorspronkelijke, positieve (+) strengen in complementaire (-) strengen kopieert; 3. Twee complementaire strengen RNA; 4. RdRp kopieert negatieve strengen weer in positieve strengen die opnieuw coderen voor RdRp en/of deel uit gaan maken van een nieuw virusdeeltje.

In tegenstelling tot DNA-afhankelijke RNA-polymerase katalyseert RNA-afhankelijke RNA-polymerase (RdRp) de synthese van een RNA-streng die complementair is met een RNA-matrijs. De replicatie van RNA verloopt in vier stappen:
1. Binding van nucleosidetrifosfaat (NTP, met een van de vier nucleosiden) – aanvankelijk presenteert RdRp zich met een lege actieve plaats waarin een NTP bindt, complementair aan de overeenkomstige nucleotide op de matrijs. RdRp ondergaat daardoor een verandering van conformatie.
2. De actieve plaats wordt afgeschermd  – de verandering van conformatie als gevolg van de juiste NTP-binding beperkt de toegang tot de actieve plaats. Het enzym is klaar voor katalyse.
3. Vorming van fosfodi-esterbindingen – er zijn twee Mg2+-ionen aanwezig gedurende de katalyse. Daarmee wordt het mogelijk de fosfodi-esterbinding te vormen met de nieuw gesynthetiseerde keten.
4. Translocatie – zodra de actieve plaats weer open is, kan het RNA-matrijs één positie door het RdRp-eiwitcomplex bewegen en de verlenging van de keten voortzetten door een nieuw NTP te binden.[4]

## Evolutie
Het transcriptie-systeem van RNA dat voor een enzym codeert dat datzelfde RNA repliceert en dus voor zijn eigen replicatie codeert, vormt een basis voor studies over de prebiotische darwiniaanse evolutie. Deze evolutie zou begonnen kunnen zijn met een replicator, een RNA dat zichzelf repliceerde en waar de snelste replicator in aantal toeneemt en de overhand krijgt. Experimenten in het laboratorium van Manfred Eigen toonden aan dat er RNA-strengen gevormd kunnen worden zonder RNA-matrijs, met in de reageerbuis uitsluitend een RNA-polymerase en de bouwstenen, de nucleotiden.
Reeds in 1967 is door Sol Spiegelman en medewerkers vastgesteld dat in een transcriptie-systeem (met RNA-matrijs), wanneer geselecteerd wordt op 'snelheid van replicatie', er steeds kortere RNA-strengen overblijven tot een minimum van 218 nucleotiden. Deze korte moleculen coderen uitsluitend voor de replicase en kunnen dus geen nieuwe virusdeeltjes meer maken, waarvoor immers tenminste ook eiwitten voor de capside nodig zijn.
Wanneer viraal RNA in vitro samengevoegd wordt met RNA-replicase kan het RNA muteren waardoor er variatie optreedt zodanig dat het RNA 'resistent' wordt tegen een gif, ethidiumbromide. Dit laat zien dat er na mutatie en variatie ook (natuurlijke) selectie mogelijk geweest is in een prebiotische wereld, en dat er dus evolutie heeft kunnen bestaan. Er wordt vermoed dat dergelijke replicatie-systemen aan de basis gestaan hebben van wat de RNP-wereld genoemd wordt, de wereld van ribonucleoproteïnen, een fase die volgt op de RNA-wereld.